# Alexander Herman Schutz
Alexander Herman Schutz (* 27. März 1894 in Chicago; † 1964) war ein US-amerikanischer Romanist, Provenzalist und Mediävist. 

## Leben und Werk
Schutz war der Sohn eines aus Ostpreußen in die Vereinigten Staaten immigrierten jüdischstämmigen Vaters und einer rumänischen Mutter, die mit ihm Französisch sprach. Er studierte in Chicago bei Thomas Atkinson Jenkins und Karl Pietsch. Er war von 1915 bis 1917 Instructor for French an der University of Mississippi. Nach dem Kriegsdienst studierte er 1919 in Frankreich bei Georges Millardet und Alfred Jeanroy. 1920 erwarb er in Chicago den Master-Grad mit der Arbeit Fifty dialect words in the novels of George Sand, 1922 promovierte er ebenda mit der Arbeit The peasant vocabulary in the works of George Sand (Columbia 1927). Er ging noch im selben Jahr an das Iowa State Teachers College (heute University of Northern Iowa) in Cedar Falls (Iowa) und 1923 an die University of Missouri in Columbia (Missouri). Dort traf er auf Urban Tigner Holmes, Jr., mit dem ihn eine lebenslange Freundschaft verband. Ab 1927 lehrte er an der Ohio State University in Columbus (Ohio) (ab 1933 als Associate Professor, ab 1938 als Full Professor). 

Schutz war seit 1929 mit Deborah Libauer verheiratet. Sie starb am 19. August 2002 im Alter von 99 Jahren in Spartanburg, South Carolina.

## Weitere Werke
- (Hrsg.) Poésies de Daude de Pradas, Toulouse 1933
- (mit Urban Tigner Holmes, Jr.) A history of the French language, Columbus 1935, New York 1938, 1967
- (Hrsg. mit Urban Tigner Holmes, Jr.) A source book for the History of the French language, Columbus 1940
- (Hrsg.) Nos amis, New York 1940
- (Hrsg.) The Romance of Daude de Pradas called Dels auzels cassadors, Columbus 1945 (dem Andenken von Karl Pietsch gewidmet)
- (mit Jean Boutière) Biographies des troubadours. Textes provençaux des XIIIe et XIVe siècles, Toulouse 1950, Paris 1964, 1973
- Vernacular books in Parisian private libraries of the sixteenth century according to the notarial inventories, Chapel Hill 1955
- The sixteenth century, New York 1956, 1966 (A critical bibliography of French literature II, hrsg. von David Clark Cabeen)